# Drosophila neobusckii
Drosophila neobusckii – gatunek muchówki z rodziny wywilżnowatych.
Gatunek ten został opisany w 1989 roku przez Masanoriego J. Todę.
Muchówka o ciele długości około 1,9 mm u samców i około 2,5 mm u samic. Głowę ma o czole nieco węższym niż połowa jej szerokości i stosunkowo wąskich policzkach, w najszerszym miejscu ich szerokość wynosi 1/5 średnicy oka, zaś u nasady wibrys 1/10 tej średnicy. Trójkąt oczny ma głównie czarniawy, szczególnie ciemny w obrębie brzegów przyoczek. 13 ząbków pierwszorzędowych występuje na surstylusie. W górnej i środkowej części epiandrium występują 3, a w dolnej 15 szczecinek. Część wierzchołkowo-boczna edeagusa wyposażona jest w parę małych, zesklerotyzowanych, rozdwojonych na szczycie wyrostków, zaś część grzbietowo-przedwierzchołkowa jest nabrzmiała i zaopatrzona w mikroskopijne włoski.
Owad znany wyłącznie z Mjanmy, z dystryktów Pyin U Lwin i Mandalaj.